# Шевчук Юлія Володимирівна
Ю́лія Шевчу́к (25 червня 1998, Ківерці, Україна) — українська футболістка, півзахисниця клубу «Житлобуд-1» та збірної України.

## Кар'єра
Юлія Шевчук народилася в Ківерцях, Волинської області.
Займалася футболом у жіночому футбольному клубі «Освіта-Волинянка» з Маневичів. З 2013 року брала участь у матчах дівочої збірної України (WU-17). У 2014 році перейшла до складу костопільської «Родини-Ліцей», кольори якої захищала протягом двох сезонів.
З 2016 року — гравець харківського «Житлобуда-1». У єврокубках дебютувала 23 серпня того ж року в матчі відбіркового раунду Ліги Чемпіонів проти латвійського РФШ.
19 жовтня 2016 року дебютувала у складі національної збірної України, замінивши на 61-й хвилині Тамілу Хімич в товариському матчі зі збірною Угорщини. 
У складі «Житлобуду-1» тричі виграла золоті медалі Чемпіонату України, після чого перебралась до Туреччини, де у складі команди «Фомгет Генчлік» виграла турецьку Суперлігу.
В липні 2023 року повернулась до України і знову продовжила свої виступи у складі харківського «Житлобуду-1».

## Досягнення
- Чемпіонат України
  -  Чемпіонка (3): 2018, 2019, 2021
  -  Срібна  (2): 2016, 2017
- Суперліга Туреччини
  -  Чемпіонка (1): 2022/23